# Runologia
La runologia è lo studio dell'alfabeto runico, delle sue varianti, delle iscrizioni runiche e della loro storia. Runologia è quindi una branca specialistica degli studi sulle Lingue germaniche. 

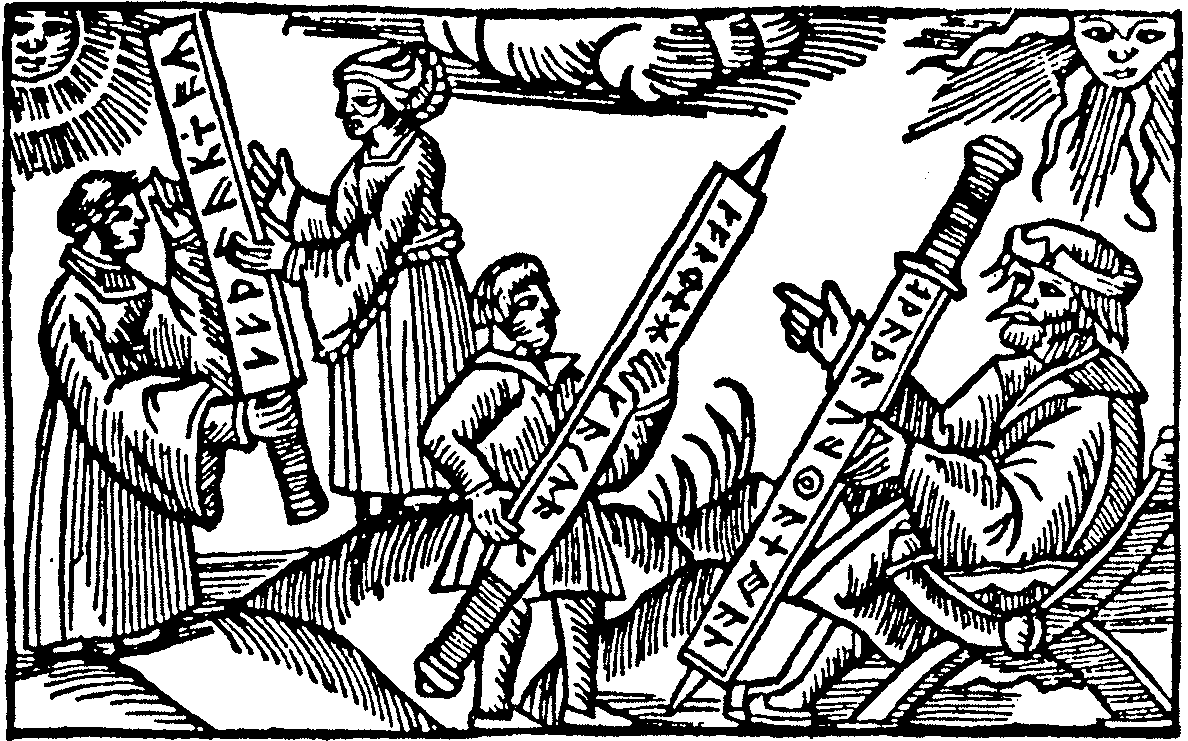
Giovani apprendisti dell'alfabeto runico, da Historia de gentibus septentrionalibus, di Olaus Magnus (1555)

## Storia
Il primo runologo fu Johannes Bureus (1568–1652). Interessato alla lingua dei Geati (Götiska språket), una forma del norreno, si occupò dell'aspetto sacro e magico delle rune.
Gli studi sulle rune continuarono con Olof Rudbeck (1630–1702), presentati nel suo trattato Atlantica. Anche il fisico Anders Celsius (1701–1744) studiò le rune e viaggiò in tutta la Svezia per esaminare i bautastenar (megaliti), oggi chiamati Pietre runiche. 
Martin Friedrich Arendt (1773–823) si occupò invece delle iscrizioni runiche nella penisola scandinava.
Un altro trattato sull'argomento chiamato Runologia fu scritto nel 1732 da Jón Ólafsson of Grunnavík.
Molte scritte runiche furono comprese solo nel XIX secolo. Wilhelm Grimm, il più giovane dei Fratelli Grimm, scrisse un trattato sulle rune marcomanniche nel 1821 (Ueber deutsche Runen, capitolo 18, pp.149-159). Sveriges runinskrifter fu pubblicato dal 1900. Il giornale Nytt om runer fu pubblicato dai "Runic Archives" del Museo Culturale di Storia della Università di Oslo dal 1985. Il progetto Rundata, che ha lo scopo di creare un database di iscrizioni runiche, è attivo dal 1993.